# Método de Burrows-Wheeler
O Método de Burrows-Wheeler , também conhecido pela sigla em inglês BWT, é um processamento estatístico de um bloco de dados que aumenta a redundância espacial, facilitando a aplicação de técnicas de compressão de dados.
Diferentemente de outras técnicas usadas para compressão de dados que trabalham com um fluxo contínuo de bytes tratados um a um, o método de Burrows-Wheeler trabalha com blocos geralmente grandes de dados que são processados em conjunto antes de serem comprimidos.

## Funcionamento
A teoria por trás do método de Burrows-Wheeler é que, dado um símbolo presente no bloco de dados, há uma grande probabilidade desse símbolo ser sempre precedido do mesmo conjunto de símbolos. Por exemplo, na língua inglesa: a letra "H" tem maior probabilidade de ser precedida pela letra "T" do que por qualquer outra letra. Usando este princípio, o método tenta construir uma seqüência de caracteres L que satisfaça as seguintes condições:
1. Qualquer região de L tende a apresentar uma concentração de apenas poucos símbolos. Isso permite que L seja facilmente comprimido por técnicas de move-to-front e RLE.
2. É possível reconstruir o bloco de dados original com pouca ou nenhuma informação adicional.

A forma como o método de Burrows-Wheeler atinge este objetivo é a seguinte: em primeiro lugar, constrói-se uma matriz n x n onde n é o tamanho do bloco a ser comprimido. Esta matriz é preenchida na primeira linha com o bloco original; na segunda linha com o bloco rotacionado a esquerda de uma posição; na terceira linha com o bloco rotacionado de 2 posições, e assim por diante, até termos na última linha o bloco rotacionado de n-1 posições. O exemplo abaixo demonstra o processo:
```
a_asa_da_casa
_asa_da_casaa
asa_da_casaa_
sa_da_casaa_a
a_da_casaa_as
_da_casaa_asa
da_casaa_asa_
a_casaa_asa_d
_casaa_asa_da
casaa_asa_da_
asaa_asa_da_c
saa_asa_da_ca
aa_asa_da_cas

```

O segundo passo é agora reordenar esta matriz em ordem lexicográfica, obtendo então a seguinte matriz:
```
 0: _asa_da_casaa
 1: _casaa_asa_da
 2: _da_casaa_asa
 3: a_asa_da_casa <- linha original
 4: a_casaa_asa_d
 5: a_da_casaa_as
 6: aa_asa_da_cas
 7: asa_da_casaa_
 8: asaa_asa_da_c
 9: casaa_asa_da_
10: da_casaa_asa_
11: sa_da_casaa_a
12: saa_asa_da_ca

```

Desta nova matriz podemos preencher as condições dadas mais acima com apenas duas informações: a última coluna, que preenche a condição 1, e o número I da linha que corresponde ao bloco original (neste caso, a linha 3, pois iniciamos a contagem em 0). Podemos ver que na última coluna desta nova matriz os simbolos "a" e "_" se acumularam em uma parte específica da matriz. Em um bloco de tamanho maior, este efeito é ainda mais acentuado, melhorando ainda mais a eficiência dos métodos de compressão.
Os dados que precisamos comprimir então são a linha L = "aaaadss_c__aa" e o número I = 3

### Operação reversa
Reconstruir a primeira coluna da matriz ordenada a partir dos dados comprimidos (a última coluna e o número da linha original) é um processo fácil: basta reordenar a linha L que acabamos de descomprimir, obtendo assim "___aaaaaacdss". Durante este processo de reordenação, construímos um novo vetor que mapeia as posições da letra na L antiga para a sua respectiva posição na cadeia ordenada. Por exemplo, a primeira posição da cadeia, letra "a" se encontra na posição 3 da cadeia ordenada, a segunda letra "a" se encontra na posição 4 da cadeia ordenada, e assim por diante, obtendo-se então o vetor T = (3,4,5,6,10,11,12,0,9,1,2,7,8).
Com este vetor T e o valor I armazenado junto com a cadeia comprimida podemos então reconstruir a cadeia original S pela seguinte fórmula:
{\displaystyle S[n-1-i]\gets L[T^{i}[I]],} para {\displaystyle i=0,1,...,n-1}
onde
{\displaystyle T^{0}[j]=j,} e {\displaystyle T^{i+1}[j]=T[T^{i}[j]].}
A reconstrução dos primeiros elementos da cadeia original fica então sendo:
{\displaystyle i=0\Rightarrow S[13-1-0]=L[T^{0}[I]]=L[T^{0}[3]]=L[3]={\mbox{a}},}
{\displaystyle i=1\Rightarrow S[13-1-1]=L[T^{1}[I]]=L[T[T^{0}[I]]]=L[T[3]]=L[6]={\mbox{s}}...}

## Aplicações
O método de Burrows-Wheeler foi difundido principalmente pelo utilitário de compactação de dados bzip2.

## Exemplo de implementação
```
# !/usr/bin/python

# coding: utf-8

import
 
sys

class
 
bwt_encoder
:

    
"""

        Transforma um bloco de caracteres em uma seqüência

        mais facilmente comprimível usando o método de

        Burrows-Wheeler, de acordo com o descrito em

    """

    
def
 
get_permutations
(
self
,
 
str
):

        
"""

            Cria as permutações de um bloco que são

            necessárias ao BWT.

        """

        
ret
 
=
 
[]

        
for
 
i
 
in
 
range
(
0
,
 
len
(
str
)):

            
ret
 
=
 
ret
 
+
 
[
str
[
i
:]
 
+
 
str
[
0
:
i
]]

        
return
 
ret

    
def
 
encode
(
self
,
 
str
):

        
"""

            A "codificação" corresponde simplesmente a se

            selecionar a última coluna da matriz de

            permutações ordenadas lexicograficamente,

            além de informar a posição da cadeia original

            nesta matriz de permutações.

        """

        
perms
 
=
 
self
.
get_permutations
(
str
)

        
perms
.
sort
()

        
last_column
 
=
 
''

        
for
 
line
 
in
 
perms
:

            
last_column
 
=
 
last_column
 
+
 
line
[
len
(
line
)
-
1
]

        
index
 
=
 
0

        
for
 
index
 
in
 
range
(
0
,
 
len
(
perms
)):

            
if
 
perms
[
index
]
 
==
 
str
:

                
break

        
return
 
(
index
,
 
last_column
)

class
 
bwt_decoder
:

    
"""

        Faz a transformação reversa da

        descrita em bwt_encode.

    """

    
def
 
get_indexes
(
self
,
 
str
,
 
sorted
):

        
"""

            Os índices mapeiam cada símbolo da cadeia

            "codificada" com os símbolos da cadeia

            ordenada. Esta lista de índices é o

            elemento essencial na transformação reversa.

        """

        
used_pos
 
=
 
dict
()

        
indexes
 
=
 
[]

        
for
 
i
 
in
 
range
(
0
,
 
len
(
str
)):

            
for
 
j
 
in
 
range
(
0
,
 
len
(
sorted
)):

                
if
 
sorted
[
j
]
 
==
 
str
[
i
]
 
and
 
(
not
 
used_pos
.
has_key
(
j
)):

                    
used_pos
[
j
]
 
=
 
True

                    
indexes
 
=
 
indexes
 
+
 
[
j
]

                    
break

        
return
 
indexes

    
def
 
decode
(
self
,
 
str
,
 
index
):

        
"""

            Usando a lista de índices calculadas no método

            get_indexes e o índice correspondentes a linha

            original na matriz, reconstruímos a linha

            original, que corresponde ao arquivo decodificado.

        """

        
sorted
 
=
 
[
str
[
i
]
 
for
 
i
 
in
 
range
(
0
,
 
len
(
str
))]

        
sorted
.
sort
()

        
indexes
 
=
 
self
.
get_indexes
(
str
,
 
sorted
)

        
ret
 
=
 
''

        
T
 
=
 
index

        
for
 
i
 
in
 
range
(
0
,
 
len
(
str
)):

            
char
 
=
 
str
[
T
]

            
ret
 
=
 
char
 
+
 
ret

            
T
 
=
 
indexes
[
T
]

        
return
 
ret

if
 
__name__
 
==
 
"__main__"
:

    
str
 
=
 
'a_asa_da_casa'

# encode

    
encoder
 
=
 
bwt_encoder
()

    
(
index
,
 
last_column
)
 
=
 
encoder
.
encode
(
str
)

    
print
 
(
'encoded:'
,
 
index
,
 
last_column
)

# decode

    
decoder
 
=
 
bwt_decoder
()

    
decoded
 
=
 
decoder
.
decode
(
last_column
,
 
index
)

    
print
 
(
'decoded:'
,
 
decoded
)

```